# 113 (ban nhạc)

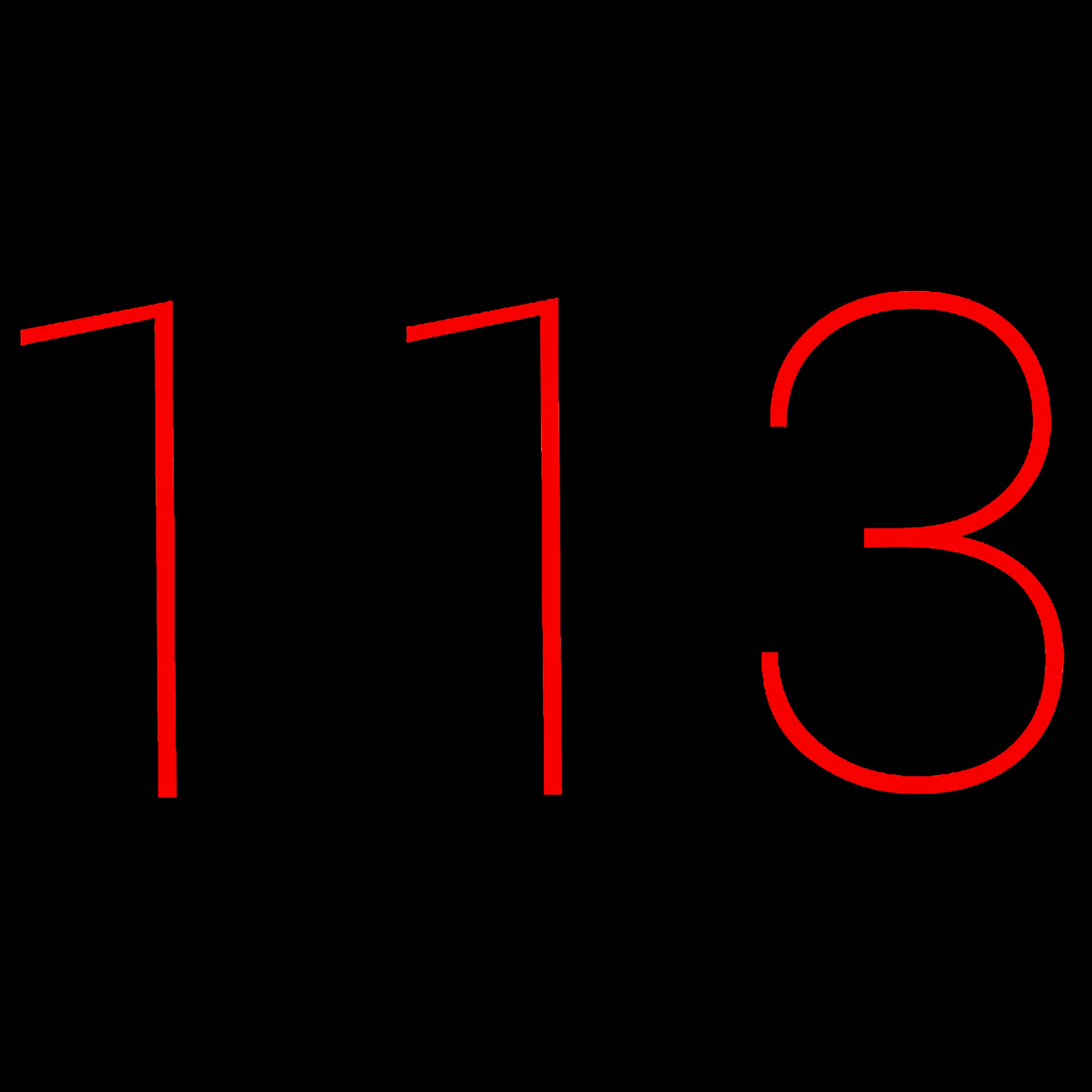
Logo

113 là một nhóm nhạc hip hop của Pháp bao gồm các thành viên có tổ tiên là người gốc Phi và Caribe, có nguồn gốc từ Bắc và Tây Phi và đảo Guadeloupe, được thành lập bằng bài hát nổi tiếng nhất của họ là Tonton du Bled ("Uncle From The Land", 'bled' một thuật ngữ từ tiếng Ả Rập Maghrebi).
Tên của nhóm nhạc xuất phát từ tên của tòa nhà trong một khu nhà ở nơi các thành viên đã dành phần lớn tuổi trẻ của họ, cũng như sự tiếp nhận của nhóm nhạc hip hop 112 của Mỹ.

## Thành viên
- Rim'K - Abdelkrim Brahmi, sinh ngày 21 tháng 6 năm 1978, người gốc Algeria.
- Mokobé - Mokobé Traoré, sinh năm 1981, gốc Mali.
- AP - Yohann Duport, gốc Guadeloupe.

## Danh sách đĩa nhạc

### Album

#### Album phòng thu
| Năm  | Tiêu đề                 | Vị trí cao nhất trên bảng xếp hạng | Vị trí cao nhất trên bảng xếp hạng | Vị trí cao nhất trên bảng xếp hạng | Chứng nhận         |
| Năm  | Tiêu đề                 | FR                                 | BEL (Wa)                           | SUI                                | Chứng nhận         |
| ---- | ----------------------- | ---------------------------------- | ---------------------------------- | ---------------------------------- | ------------------ |
| 1999 | Les Princes de la ville | 5                                  | –                                  | –                                  | SNEP: FR: Bạch kim |
| 2000 | Fout la merde           | 7                                  | 32                                 | 70                                 | SNEP: FR: Vàng     |
| 2003 | Dans l'urgence          | 10                                 | –                                  | –                                  | SNEP: FR: Vàng     |
| 2005 | 113 degrés              | 5                                  | 49                                 | 81                                 | SNEP: FR: Vàng     |
| 2010 | Universel               | 26                                 | –                                  | –                                  | SNEP: FR: Vàng     |

#### Albums vớiMafia K'1 Fry
- 2003: La Cerise sur le ghetto
- 2007: Jusqu'à la mort

#### Album lẻ của tập thể thành viên 113
AP
- 2005: Zone Caraïbes (compilation co-produced by AP)
- 2009: Discret

Mokobé
- 2007: Mon Afrique
- 2011: Africa forever

Rim'K
- 2004: L'enfant du pays
- 2007: Famille nombreuse
- 2009: Maghreb United
- 2012: Chef de famille
- 2016: Monster Tape

### EP
- 1998: Ni Barreaux, Ni Barrières, Ni Frontières (EP)

### Mixtape
| Năm  | Tiêu đề       | Vị trí cao nhất trên bảng xếp hạng | Chứng nhận |
| Năm  | Tiêu đề       | FR                                 | Chứng nhận |
| ---- | ------------- | ---------------------------------- | ---------- |
| 2006 | Illégal Radio | 26                                 | –          |

### Đĩa đơn
| Năm  | Tiêu đề                                              | Vị trí cao nhất trên bảng xếp hạng | Vị trí cao nhất trên bảng xếp hạng | Vị trí cao nhất trên bảng xếp hạng | Vị trí cao nhất trên bảng xếp hạng | Chứng nhận | Album |
| Năm  | Tiêu đề                                              | FR                                 | BEL (Wa)                           | NED                                | SUI                                | Chứng nhận | Album |
| ---- | ---------------------------------------------------- | ---------------------------------- | ---------------------------------- | ---------------------------------- | ---------------------------------- | ---------- | --- |
| 2000 | "Tonton du Bled"                                     | 5                                  | 14                                 | –                                  | –                                  |            | Les Princes de la ville |
| 2000 | "Jackpotes 2000"                                     | 37                                 | 40                                 | –                                  | –                                  |            | Les Princes de la ville |
| 2000 | "Les princes de la ville"                            | 95                                 | –                                  | –                                  | –                                  |            | Les Princes de la ville |
| 2003 | "Au summum"                                          | 8                                  | 18                                 | –                                  | 52                                 |            | Dans l'urgence |
| 2004 | "Un gaou à Oran" (với Magic System & Mohamed Lamine) | 9                                  | 3                                  | 65                                 | 20                                 |            | data-sort-value="" style="background: var(--background-color-interactive, #ececec); color: var(--color-base, inherit); vertical-align: middle; text-align: center; " class="table-na" \| Không có |
| 2006 | "Un jour de paix" (feat. Black Renégat)              | 17                                 | –                                  | –                                  | –                                  |            | 113 degrés |
| 2006 | "Partir loin" (feat. Reda Taliani)                   | 23                                 | –                                  | –                                  | –                                  |            | 113 degrés |